# RŽD-Baureihe ЭП2К
Die SŽD-Baureihe ЭП2К (deutsche Transkription EP2K) der Rossijskije schelesnyje dorogi (RŽD) ist eine sechsachsige Elektrolokomotive für den Betrieb auf Magistralen mit Gleichstrom. Sie wurde ab 2006 von der Lokomotivfabrik Kolomna unter Zuarbeit von der Elektrolokomotivenfabrik Nowotscherkassk und den Smeljanski Elektromechanischen Werken gefertigt und dient für den Betrieb von Personenzügen. Bisher wurden bis Mai 2017 352 Lokomotiven ausgeliefert.

## Geschichte

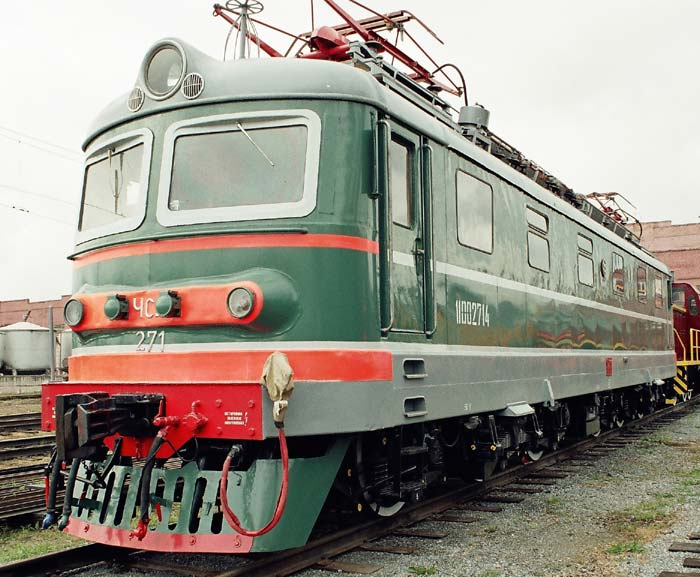
Foto der ЧС2-271 im Ausbesserungswerk Nowosibirsk

Die Elektrolokomotiven entstanden als Ersatz für die veralteten und abgenutzten Elektrolokomotiven der Reihe ЧС2 und ЧС2Т, die auf Entwürfe aus den 1950er Jahren zurückgehen und zur Bauzeit über 40 Jahre im Einsatz standen. Außerdem waren sie als Ersatz für die Lokomotiven der Reihen ВЛ10 und ВЛ11 vorgesehen, die auf einigen Strecken mit Gleichstrom (z. B. der Sewero-Kawkasskaja schelesnaja doroga) für die Bespannung von  Personenzügen herangezogen wurden. Später zeigte sich, dass dafür die Leistung nicht ausreichte. Deshalb wurden dafür die Doppellokomotiven der Reihe 2ЭС4К herangezogen.

## Konstruktion

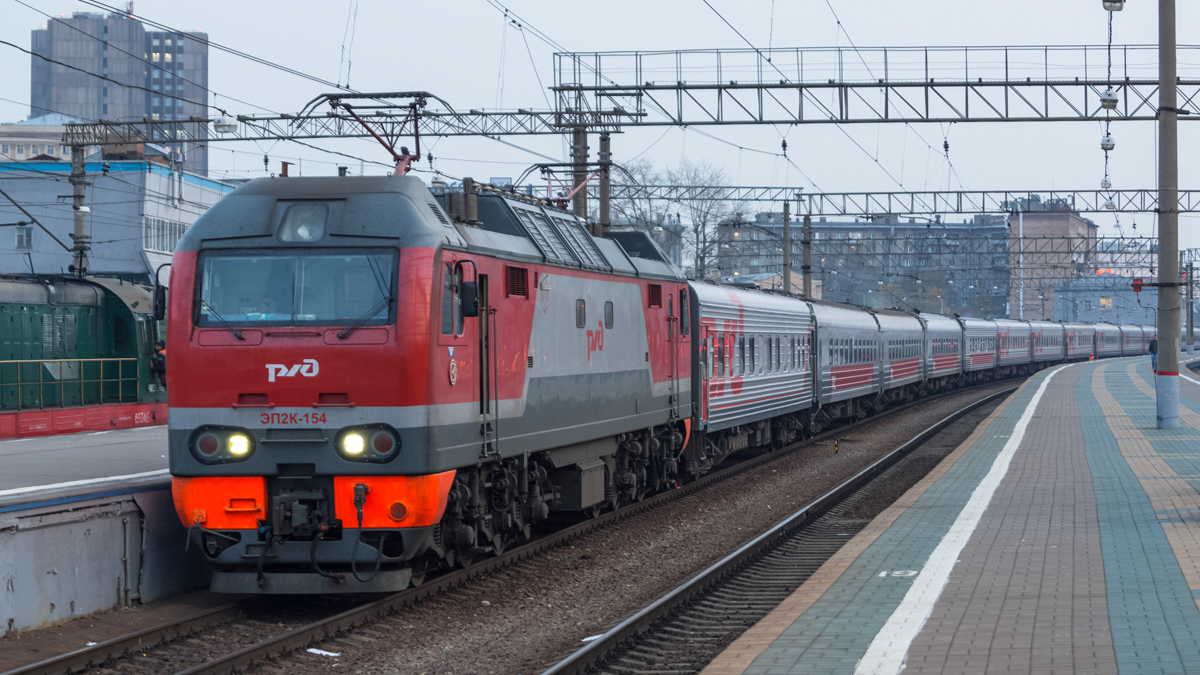
Personenzug mit der ЭП2К-154 in der Station Moskau Passaschirska Jaroslawl (2013)

Die Elektrolokomotive ist eine sechsachsige Einsektions-Elektrolokomotive für Gleichstrom. Sie ist bestimmt für die Führung von Personenzügen auf Eisenbahnen mit einer Spurweite von 1520 mm.
Bei der Projektierung der Elektrolokomotive wurden Prinzipien der modularen Bauweise von Komponenten und der Aufstellung der Ausrüstungsteile angewendet. Dies führte zu einer Verkürzung der Reparaturzeiten der Lokomotive. Gegenüber älteren Konstruktionen wurde die Konstruktion der Kabinenausrüstung verbessert. Das führte außerdem zu einer Verbesserung der Bedingungen der Arbeit der Triebfahrzeugführer. Außerdem wurden Überwachungs- und Diagnoseeinrichtungen für den gefahrlosen Betrieb installiert.

### Mechanischer Teil

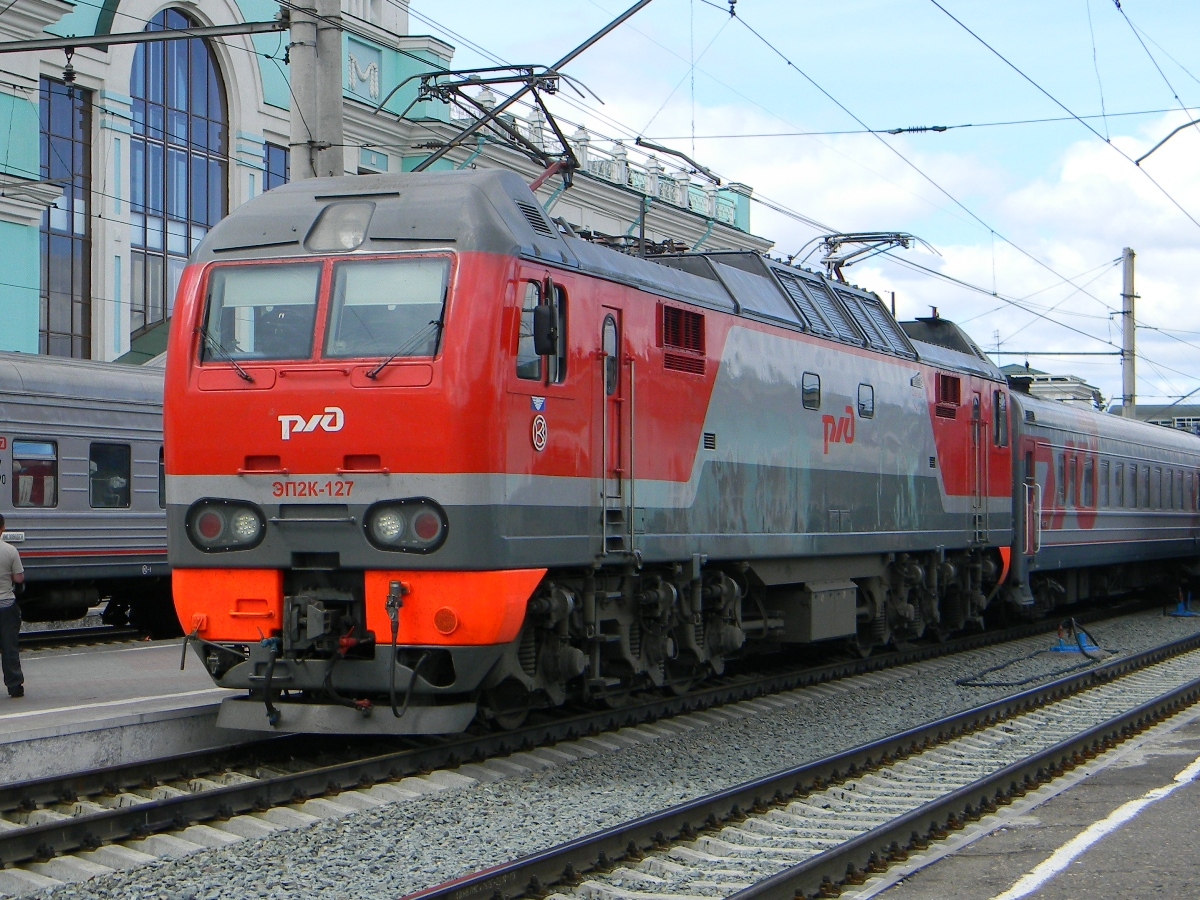
Foto von der ЭП2К-127

Die Ausrüstung der Lokomotive wurde errichtet in einem Kasten eines Waggontypes mit unsymmetrischem Gerippe und verschweißter stählerner Verkleidung. Der gesamte Kasten ist in selbsttragender Konstruktion ausgeführt. Er besteht aus dem Rahmen und dem Gerippe des Kastens mit den Wänden sowie den Führerständen. Die Verkleidung besteht hauptsächlich aus gewalzten Blechen von niedriglegiertem Stahl mit hoher Korrosionsbeständigkeit. Der frontale Teil des Kastens ist zum Schutz der Lokomotivbrigade crashoptimiert ausgeführt, er erlaubt einen Zusammenstoß mit einem Hindernis mit Geschwindigkeiten bis zu 20 km/h ohne Deformation. Er ist aufgeteilt in zwei Kabinen für den Maschinisten, einem vorderen und hinteren Vorraum sowie den Maschinenraum, in welchem alle Teile der elektrischen sowie pneumatischen Ausrüstung aufgestellt sind.
Das Fahrgestell besteht aus den zwei dreiachsigen Drehgestellen. Die Lagerung des Kastens auf den Drehgestellen geschieht über Flexicoil-Federung. Sie ist angeordnet in den Nischen des Rahmens des Lokkastens und stützt sich auf den Längsträgern des Drehgestelles. Zur Umstellung der Drehgestelle von der verdrehten Stellung bis zur Stellung parallel zu dem Lokkasten dient eine Rückstellvorrichtung. Der seitliche Ausschlag der Drehgestelle wird durch Eckenstützen beschränkt. Die Übertragung der Zug- und Bremskräfte sowie der Drehbewegung geschieht über die Drehzapfen, die im mittleren Teil mit den Drehgestellen gelagert sind.

### Elektrischer Teil

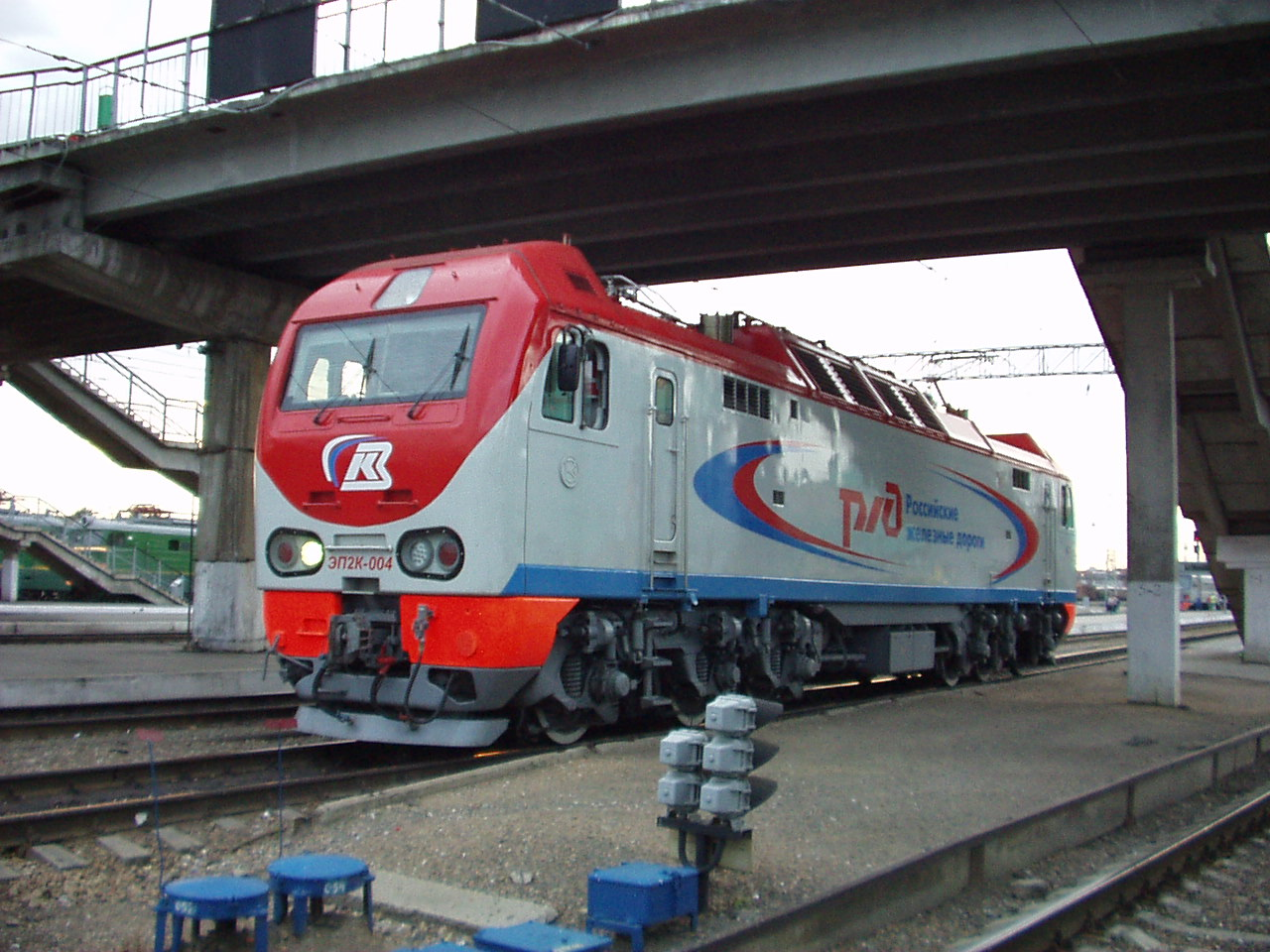
ЭП2К-004 in der Station Nowosibirsk (2008)

Alle Ausrüstungen und Aggregate der elektrischen Ausrüstung sind in der Hochspannungskammer, die sich im Zentrum des Maschinenraumes befindet, platziert. Sie besitzt eine Tür mit einer Blockiereinrichtung gegen unbeabsichtigtes Betreten für den Fall, dass Spannung an dem Stromabnehmer anliegt bzw. bei Festlegung der Situation nicht geerdet. Der Maschinenraum besitzt einen Durchgang mit einer Breite von 50 cm. Die elektrische Ausrüstung kann man als klassische Gleichstromtechnik bezeichnen. Der Antrieb der Lokomotive geschieht über die Fahrmotoren  vom Typ ED 153 U1 der Produktion der Smeljanski Elektromechanischen Werken. Beide Motoren besitzen eine Stundenleistung von 800 kW bei 945/min. Es sind sechspolige Elektromaschinen mit Umkehrwicklung für die elektrische Bremse. Sie sind als Reihenschlussmaschinen ausgeführt.
Die Stromabnahme geschieht über die Einholmstromabnehmer vom Typ SBS 2T mit pneumatischem Anpressantrieb. Die Steuerung der Lokomotive geschieht über 41 Fahrstufen;
- bis zur 21. Fahrstufe sind alle Fahrmotoren in Reihenschluss geschaltet,
- von der 22. Fahrstufe bis zur 38. Fahrstufe sind sie in Reihenschluss – Parallelschaltung geschaltet (zwei parallele Zweige mit je drei Reihenverbindungen von Fahrmotoren),
- von der 39. Fahrstufe bis zur 41. Fahrstufe sind die Fahrmotoren  Parallel geschaltet (drei parallele Zweige mit je zwei Fahrmotoren in Reihe).

Bei den Fahrpositionen können fünf Stufen der Feldschwächung angewendet werden, und zwar 80, 66, 54, 45, 40 %. Die Leistung der elektrischen Bremse beträgt 4000 kW.

### Pneumatische Ausrüstung

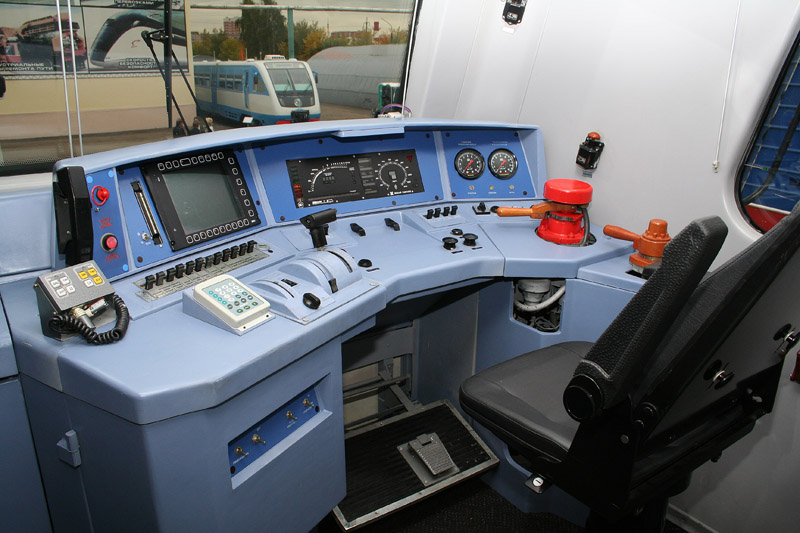
Ansicht des Führerstandes der ЭП2К

Die pneumatische Ausrüstung der Lokomotive ist angeordnet in dem Führerstand, im Lokkasten und am Drehgestell. In dem Lokführerstand befinden sich die Apparate zur Verwaltung der Bremse; das Führerbremsventil, der Hahn zur Betätigung der Zusatzbremse, Einrichtungen zum Sperren der pneumatischen Bremse und Einrichtungen zur Steuerung der Elektropneumatischen Bremse. Auf dem Pult sind zwei Manometer für die Druckluft angeordnet; eines ist zweigeteilt und zeigt mit einem Zeiger den Druck in der Hauptluftleitung sowie in dem Hauptluftbehälter, das andere zeigt den Druck in dem Bremszylinder.
Die Apparate zur Steuerung der Druckluftbremse sind unter der Kabine angeordnet. Zwei Hauptluftbehälter sind mittig unter dem Lokkasten angeordnet. Die übrigen Apparate für die Bremseinrichtung sind in dem Lokkasten untergebracht.

## Betrieb der Lokomotive
Die erste Lokomotive wurde von der Lokomotivfabrik Kolomna 2006 ausgeliefert und durchlief im Winter 2006/2007 die Betriebserprobung bei der Sapadno-Sibirskaja schelesnaja doroga (Depot Barabinsk). Später wurde sie zur Erprobung bei dem Allrussischen Forschungsinstitut für Schienenverkehr in Schtscherbinka auf dem dortigen Gleisoval getestet. Die zeitgleich ausgelieferte zweite Lokomotive durchlief ihre Prüfung auf der Linie Moskau – Sankt Petersburg der Oktoberbahn.
Bis September 2014 wurden 266 Lokomotiven ausgeliefert, von ihnen 36 Exemplare für das Depot Sankt Petersburg Moskowski und die übrigen in dem Depot Barabinsk der Sapadno-Sibirskaja schelesnaja doroga.